# 波頓 (伊利諾伊州)
波頓（英語：Borton）是位於美國伊利諾伊州埃德加縣的一個非建制地區。該地的面積和人口皆未知。

## 地理
波頓的座標為39°39′21″N 87°56′02″W / 39.65583°N 87.93389°W，而該地的平均海拔高度為203米（即666英尺）。